# Bob Geddins
Robert L. Geddins né à Highbank au Texas le 6 février 1913 et mort à Oakland le 16 février 1991, est  un musicien américain de blues et producteur de disques.

## Œuvres
- Mercury Blues
- Tin Pan Alley